# Eurasia (budova)
Eurasia (rusky Евразия) je mrakodrap ve čtvrti Moskva-City v Moskvě, který měří 309 metrů a je 8. nejvyšší budovou v Evropě, v době dokončení byl 4. nejvyšší.

## Historie
Projekt Eurasia byl založen v roce 2002 a samotný mrakodrap byl rozestavěn v roce 2007. Stavba byla dokončena v roce 2014. Investice si vyžádaly 250 milionů amerických dolarů. Budovu naprojektovala americká společnost Swanke Hayden Connell Architects.

## Technické parametry
Budova dosahuje výšky 308,9 m a celková plocha jejích podlaží čítá 212900 m².